# Seleção Iugoslava de Polo Aquático Masculino
A Seleção Soviética de Polo Aquático Masculino representava o Reino dos Sérvios, Croatas e Eslovenos (1920–1929), o Reino da Iugoslávia (1929–1941), a República Federal Popular da Iugoslávia (1946–1963) e a República Socialista Federativa da Iugoslávia (1963–1992) em competições internacionais de polo aquático. Foi uma das maiores vencedoras do esporte enquanto atuava. Com o fim da Iugoslávia na década de 1990, houve o desmembramento de Estados e, por consequência, de seleções: Bósnia e Herzegovina, Croácia, Montenegro, Macedônia do Norte, Sérvia e Eslovênia.

## Desempenho

### Jogos Olímpicos
| Ano   | Round               | Posição             | J              | V              | E              | D              | GP             | GC             | SG             |
| ----- | ------------------- | ------------------- | -------------- | -------------- | -------------- | -------------- | -------------- | -------------- | -------------- |
| 1900  | Não participou      | Não participou      | Não participou | Não participou | Não participou | Não participou | Não participou | Não participou | Não participou |
| 1904  | Não participou      | Não participou      | Não participou | Não participou | Não participou | Não participou | Não participou | Não participou | Não participou |
| 1908  | Não participou      | Não participou      | Não participou | Não participou | Não participou | Não participou | Não participou | Não participou | Não participou |
| 1912  | Não participou      | Não participou      | Não participou | Não participou | Não participou | Não participou | Não participou | Não participou | Não participou |
| 1920  | Não participou      | Não participou      | Não participou | Não participou | Não participou | Não participou | Não participou | Não participou | Não participou |
| 1924  | Não participou      | Não participou      | Não participou | Não participou | Não participou | Não participou | Não participou | Não participou | Não participou |
| 1928  | Não participou      | Não participou      | Não participou | Não participou | Não participou | Não participou | Não participou | Não participou | Não participou |
| 1932  | Não participou      | Não participou      | Não participou | Não participou | Não participou | Não participou | Não participou | Não participou | Não participou |
| 1936  | Fase de grupos      | 10º                 | 3              | 1              | 0              | 2              | 11             | 8              | +3             |
| 1948  | Fase de grupos      | 9º                  | 3              | 1              | 1              | 1              | 17             | 10             | +7             |
| 1952  | Vice-campeão        | 2                   | 8              | 6              | 2              | 0              | 43             | 14             | +29            |
| 1956  | Vice-campeão        | 2                   | 6              | 4              | 1              | 1              | 36             | 11             | +25            |
| 1960  | Quarto lugar        | 4º                  | 7              | 5              | 0              | 2              | 27             | 14             | +13            |
| 1964  | Vice-campeão        | 2                   | 7              | 6              | 1              | 0              | 41             | 10             | +31            |
| 1968  | Campeão             | 1                   | 9              | 7              | 1              | 1              | 86             | 35             | +51            |
| 1972  | Final               | 5º                  | 9              | 5              | 1              | 3              | 52             | 43             | +9             |
| 1976  | Final               | 5º                  | 8              | 1              | 5              | 2              | 46             | 34             | +8             |
| 1980  | Vice-campeão        | 2                   | 8              | 5              | 2              | 1              | 58             | 34             | +24            |
| 1984  | Campeão             | 1                   | 7              | 6              | 1              | 0              | 72             | 49             | +23            |
| 1988  | Campeão             | 1                   | 7              | 6              | 0              | 1              | 83             | 55             | +28            |
| Total | Qualificação: 16/24 | Qualificação: 16/24 | 114            | 73             | 17             | 24             | 839            | 538            | +301           |

### Campeonato Mundial
| Ano   | Round             | Posição           | J  | V  | E | D  | GP  | GC  | SG   |
| ----- | ----------------- | ----------------- | -- | -- | - | -- | --- | --- | ---- |
| 1973  | Final             | 3                 | 10 | 6  | 1 | 3  | 58  | 44  | +14  |
| 1975  | Primeira rodada   | 13º               | 3  | 2  | 0 | 1  | 15  | 12  | +3   |
| 1978  | Final             | 3                 | 11 | 7  | 0 | 4  | 64  | 39  | +25  |
| 1982  | Segunda rodada    | 7º                | 6  | 4  | 0 | 2  | 58  | 52  | +6   |
| 1986  | Campeão           | 1                 | 7  | 5  | 2 | 0  | 73  | 56  | +17  |
| 1991  | Campeão           | 1                 | 7  | 6  | 0 | 1  | 81  | 46  | +35  |
| Total | Qualificação: 6/6 | Qualificação: 6/6 | 44 | 30 | 3 | 11 | 349 | 249 | +100 |

### Copa do Mundo
| Ano   | Round             | Posição           | J              | V              | E              | D              | GP             | GC             | SG             |
| ----- | ----------------- | ----------------- | -------------- | -------------- | -------------- | -------------- | -------------- | -------------- | -------------- |
| 1979  | Final             | 3                 | 7              | 5              | 0              | 2              | 38             | 32             | +6             |
| 1981  | Final             | 2                 | 7              | 5              | 1              | 1              | 66             | 50             | +16            |
| 1983  | Não participou    | Não participou    | Não participou | Não participou | Não participou | Não participou | Não participou | Não participou | Não participou |
| 1985  | Final             | 4th               | 7              | 3              | 2              | 2              | 54             | 49             | +5             |
| 1987  | Campeão           | 1                 | 7              | 5              | 2              | 0              | 75             | 54             | +21            |
| 1989  | Campeão           | 1                 | 5              | 4              | 1              | 0              | 50             | 45             | +15            |
| 1991  | Final             | 2                 | 5              | 4              | 0              | 1              | 35             | 28             | +7             |
| Total | Qualificação: 6/7 | Qualificação: 6/7 | 38             | 26             | 6              | 6              | 318            | 258            | +60            |

## Ligações Externas
- «Sítio oficial» (em inglês)